# Apogonichthyoides atripes
Apogonichthyoides atripes är en fiskart som först beskrevs av Ogilby, 1916.  Apogonichthyoides atripes ingår i släktet Apogonichthyoides och familjen Apogonidae. Inga underarter finns listade i Catalogue of Life.